# Confederación Alemana del Norte
La Confederación Alemana del Norte (en alemán: Norddeutscher Bund) tuvo su inicio en 1867, tras la disolución de la Confederación Germánica. Formada por 22 Estados del norte de Alemania, fue un agrupamiento transitorio, que duró solo hasta la proclamación del Imperio alemán en 1871.
A diferencia de la Confederación Germánica, la Confederación Alemana del Norte fue un verdadero Estado. Su territorio estaba comprendido por las partes de la Confederación Germánica que se encontraban al norte del Meno; los territorios orientales de Prusia y el Ducado de Schleswig, pero excluía a Austria, Baviera, Wurtemberg, Baden y los territorios meridionales del Gran Ducado de Hesse.
Sin embargo, consolidó el poder prusiano en el norte de Alemania y puso los cimientos del control prusiano sobre el sur de Alemania, gracias a la Zollverein y a Tratados de Paz Secretos (firmados con los Estados meridionales el día anterior a la Paz de Praga 1866).
Si bien dejó de existir tras la creación del Imperio alemán, fue la «primera piedra» de este. Su constitución daba grandes poderes al nuevo Canciller (Bismarck), quien fue designado por la Presidencia del Bundesrat (Prusia). Esto fue así porque el canciller era inmune ante el Reichstag, lo que le permitió ser el único nexo entre el presidente y el pueblo. Sin embargo la constitución no era tan conservadora: el canciller retuvo el poder sobre el aparato militar (después de la amarga experiencia de la crisis constitucional de 1862 en Prusia, que casi devora a Guillermo I). Además no se toleraba oposición alguna al Canciller: los civiles que se opusieron a Bismarck en la década del 1860 tenían prohibido ejercer cargos públicos.

## Historia

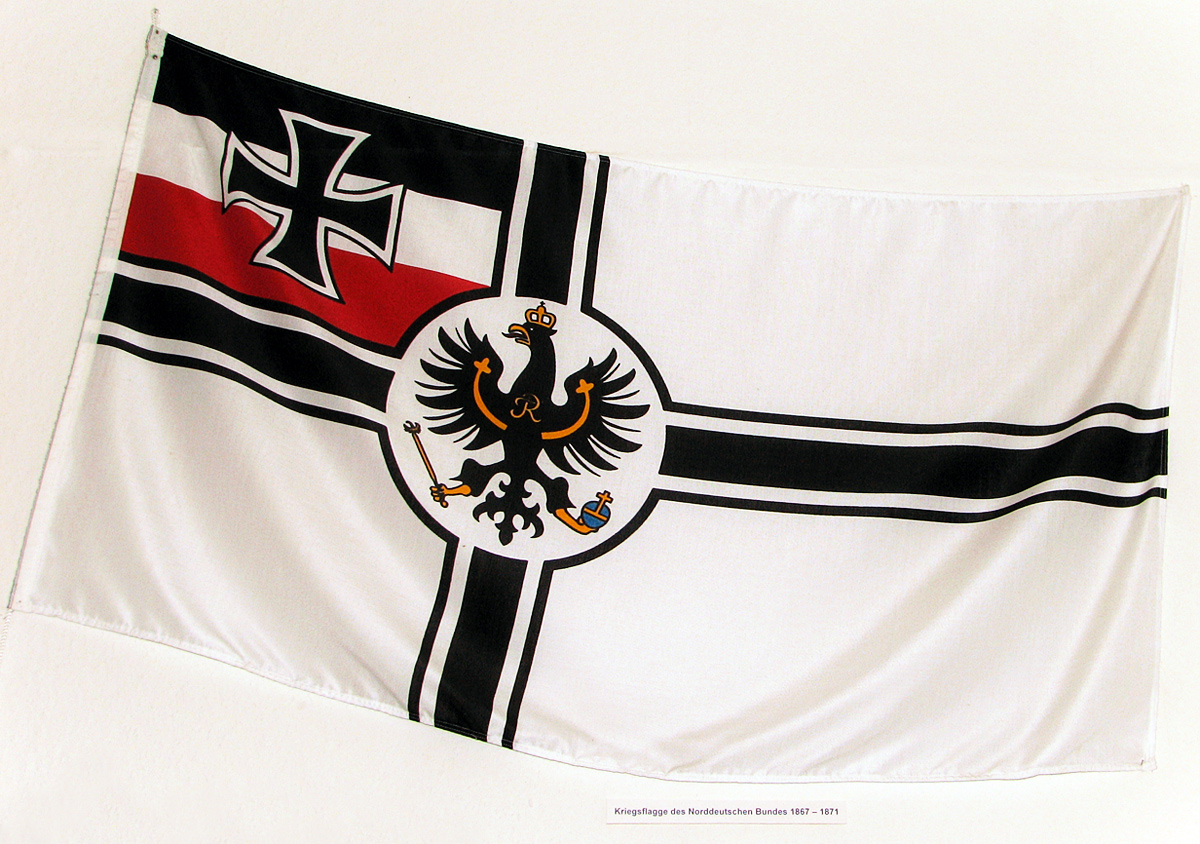
Bandera de guerra de la Confederación.

La Confederación entró en la historia tras derrotar Prusia a Austria y al resto de los Estados de la Confederación Germánica en la guerra de las Siete Semanas de 1866. Bismarck redactó la constitución que entró en vigor el 1 de julio de 1867. En esta constitución se declaraba Presidente al Rey de Prusia y a Bismarck como Canciller. Los Estados estaban representados en el Bundesrat (Congreso Federal) con 43 escaños (de los cuales 17 eran prusianos). Para las elecciones al Reichstag, Bismarck introdujo en Alemania el sufragio masculino. El Bundesrat se convirtió en el Parlamento del Zollverein en 1867, intentando crear una cercanía mayor con los Estados meridionales, permitiéndoles enviar representantes al Bundesrat.
Tras la derrota francesa en la guerra franco-prusiana en 1871, Baviera, Wurtemberg, Baden y el Gran Ducado de Hesse (que originalmente no eran miembros de la Confederación) se agruparon con la Confederación para formar el Imperio alemán, con Guillermo I como Káiser o Emperador Alemán.

### Sellos postales

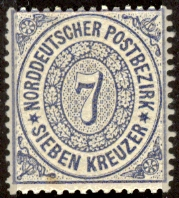
Sello de la Confederación del Norte de 7 kreuzer, 1868.

Una de las funciones de la Confederación era gestionar el servicio de correos y emitir sellos postales, cosa que empezó a hacer el 1 de enero de 1868. Para adaptarse a los diferentes sistemas monetarios que se usaban en los diferentes Estados, se emitieron series valoradas en groschens para los Estados del norte, y otras valoradas en kreuzers para los Estados del sur, distinguiéndolas con señales simples: las valoradas en Groschens tenían el precio encerrado en un cuadrado y las valoradas en Kreuzers, en círculos. Todas las estampillas tenían la inscripción «Norddeutscher Postbezirk» (en español, «Distrito postal de Alemania del Norte»).
Además había estampillas especiales de un cuarto de chelín para Hamburgo, con la inscripción adicional «Stadtpostbrief Hamburg» (en español, «Carta postal de la Ciudad de Hamburgo»).
Poco antes de 1869 los sellos se empezaron a emitir perforados para facilitar la administración y contabilidad de estos. Los que habían sido emitidos anteriormente también fueron perforados. A partir del 1 de marzo del mismo año fueron emitidas estampillas valoradas en 10 y 30 gramos de oro, notables por haber sido impresas en cuero de intestino de carnero, para prevenir su reutilización.
El 1 de enero de 1872, los sellos de la Confederación fueron reemplazados por los primeros sellos del Imperio alemán, dando inicio al Segundo Reich.

## Estados miembros

La Confederación Alemana del Norte (Reino de Prusia con sus provincias en azul).

| Estado                                          | Estado                                                                                  | Capital            |
| ----------------------------------------------- | --------------------------------------------------------------------------------------- | ------------------ |
| Reinos (Königreiche)                            |                                                                                         |                    |
|                                                 | Prusia (Preußen) (incluyendo Lauenburgo)                                                | Berlín             |
|                                                 | Sajonia (Sachsen)                                                                       | Dresde             |
| Grandes Ducados (Großherzogtümer)               |                                                                                         |                    |
|                                                 | Hesse (Hessen / Hessen-Darmstadt) (solo el Hesse Superior, la región al norte del Meno) | Giessen, Darmstadt |
|                                                 | Mecklemburgo-Schwerin                                                                   | Schwerin           |
|                                                 | Mecklemburgo-Strelitz                                                                   | Neustrelitz        |
|                                                 | Oldemburgo                                                                              | Oldemburgo         |
|                                                 | Sajonia-Weimar (Sachsen-Weimar-Eisenach)                                                | Weimar             |
| Ducados (Herzogtümer)                           |                                                                                         |                    |
|                                                 | Anhalt                                                                                  | Dessau             |
|                                                 | Brunswick (Braunschweig)                                                                | Brunswick          |
|                                                 | Sajonia-Altenburgo (Sachsen-Altenburg)                                                  | Altenburgo         |
|                                                 | Sajonia-Coburgo-Gotha (Sachsen-Coburg und Gotha)                                        | Coburgo            |
|                                                 | Sajonia-Meiningen (Sachsen-Meiningen)                                                   | Meiningen          |
| Principados (Fürstentümer)                      |                                                                                         |                    |
|                                                 | Lippe                                                                                   | Detmold            |
|                                                 | Reuss (línea menor)                                                                     | Gera               |
|                                                 | Reuss (línea mayor)                                                                     | Greiz              |
|                                                 | Schaumburg-Lippe                                                                        | Bückeburg          |
|                                                 | Schwarzburgo-Rudolstadt                                                                 | Rudolstadt         |
|                                                 | Schwarzburgo-Sondershausen                                                              | Sondershausen      |
|                                                 | Waldeck-Pyrmont                                                                         | Arolsen            |
| Ciudades Hanseáticas Libres (Freie Hansestädte) |                                                                                         |                    |
|                                                 | Bremen                                                                                  |                    |
|                                                 | Hamburgo                                                                                |                    |
|                                                 | Ciudad Libre de Lübeck                                                                  |                    |